# Férin
Férin és un municipi francès, situat a la regió dels Alts de França, al departament del Nord. L'any 2006 tenia 1.338 habitants. Limita al nord amb Lambres-lez-Douai, al nord-est amb Sin-le-Noble, a l'est amb Dechy, al sud-est amb Gœulzin, al sud-oest amb Gouy-sous-Bellonne, a l'oest amb Corbehem i al nord-oest amb Courchelettes.

## Demografia
| 1962                                       | 1968  | 1975  | 1982  | 1990  | 1999  | 2006  |
| ------------------------------------------ | ----- | ----- | ----- | ----- | ----- | ----- |
| 1.717                                      | 1.644 | 1.544 | 1.318 | 1.391 | 1.351 | 1.338 |
| Des de 1962: població sense dobles comptes |       |       |       |       |       |       |

## Administració
| Període   | Identitat           | Partit |
| --------- | ------------------- | ------ |
| 1977-1995 | Bernard Roger       |        |
| 1995-2001 | Raymond Sibille     |        |
| 2001-     | Jean-Pierre Leignel |        |